# 장미셸 자르
장미셸 자르(프랑스어: Jean-Michel Jarre, 1948년 8월 24일 ~ )는 프랑스의 전자 음악 작곡가이다. 샘플러와 전자음 등에 의한 효과음을 다용한 독특한 작풍을 가진 프랑스를 대표하는 신시사이저 연주자로도 유명하다. 아버지는 아라비아의 로렌스'등의 영화 음악으로 유명한 작곡가 모리스 자르이다. 특히 모음곡 형식으로 한 장의 앨범을 이루는 작품이 많다. 한편 그의 곡들은 대한민국의 방송 프로그램(시사매거진 2580 등)들에 널리 사용되었다.

## 약력
1948년 8월 24일 프랑스 리옹에서 태어났다. 어릴 적 파리의 재즈 클럽에서 쳇 베이커와 같은 재즈 거장들을 조우하였다. 파리 음악원에서 고전 음악 교육을 이수하고 나서 1960년대부터 첫 신시사이저로 실험하였다. 1976년에 발매한 《Oxygène》이 1800만 장 넘게 팔리면서 그의 경력에 전환점이 되었다. 그의 경력 동안 8,500만 장의 앨범 판매를 달성하였고 1979년 파리 혁명 기념일 콘서트(100만 명), 1986년 휴스턴(130만 명), 파리-라데팡스 1990(250만 명), 1997년 모스크바(350만 명)를 포함하여 인류 역사상 가장 많은 청중을 매료시킨 화려한 라이브 콘서트로 수많은 세계 기록을 보유하고 있다. 1981년 중국에서 공연한 최초의 서양 음악가이기도 하였다. 그는 2004년 자금성과 천안문 광장에서 중국중앙텔레비전의 라이브 콘서트를 위하여 다시 초대를 받고 돌아왔다. 보다 최근에는 가상 노트르담 대성당에서 라이브로 진행한 그의 2020 가상 현실 콘서트 "Welcome To The Other Side"의 라이브 스트림이 7,500만 명의 관객을 모았다. 최신 앨범 《Amazônia》는 전설적인 사진 작가 세바스치앙 사우가두의 전시회 악보로 2021년에 출시되어 아마존 숲과 그 주민들, 그리고 그들이 직면한 위협에 경의를 표하였다. 항상 기술의 한계를 뛰어 넘어 최근에는 라디오 프랑스의 Hyper Weekend Festival에서 새로운 몰입형 라이브 프로젝트 "Oxymore"를 공연하였다. 그는 전 세계적으로 여러 상과 영예를 안았다. 유네스코의 오랜 유엔 대사이자 대변인이며 과학 커뮤니케이션에 대한 스티븐 호킹 메달을 수상하였다. 2021년에는 에마뉘엘 마크롱 대통령으로부터 레지옹 도뇌르 훈장을 수훈하였다. 국제 음반 산업 협회 로비 그룹 IFPI의 대변인이자 국제저작권관리단체연맹인 CISAC의 회장을 역임한 오랜 기간 창작자 권리 옹호자이다. 현재 프랑스 음악저작권협회인 SACEM의 전략 및 혁신 위원회 의장을 맡고 있다.2022년, 자신의 전체 음악 출판 백 카탈로그를 독일 레이블인 BMG에 판매하였다. 독일 언론사 Bertelsmann AG가 소유한 BMG는 7월 21일에 발표한 성명에서 재무 세부 사항을 공개하지 않은 인수가 프랑스에서 이루어진 최대 거래라고 밝혔다.

## 음반 목록
굵게 처리된 부분이 정규 스튜디오 음반을 뜻한다.
- 1969 - La Cage
- 1970 - Freedom Day
- 1972 - Deserted Palace
- 1973 - Hypnose
- 1973 - Les Granges Brûlées (영화 <마담 로즈> 사운드트랙)
- 1976 - Oxygène
- 1978 - Équinoxe
- 1981 - Les Chants Magnetiques (Magnetic Fields)
- 1981 - Les Concerts En Chine (중국공연 실황 / The Concerts In China)
- 1983 - The Essential 1976-1986 (컴필레이션)
- 1983 - Musique Pour Supermarché (Music for Supermarkets)
- 1984 - Zoolook
- 1986 - Rendez-Vous
- 1987 - Cities In Concert (미국 휴스턴, 프랑스 리옹 공연실황 편집 / In Concert Houston-Lyon)
- 1988 - Revolutions
- 1989 - Destination Docklands (영국 런던 Docklands 공연실황 / Jarre Live)
- 1990 - En Attendant Cousteau (Waiting for Cousteau)
- 1991 - Images (컴필레이션)
- 1993 - Chronologie
- 1995 - Hong Kong (홍콩 공연실황)
- 1995 - Jarremix (리믹스)
- 1997 - Oxygene 7-13
- 1998 - Odyssey Through O2 (리믹스)
- 1998 - Rendez-vous 98 (98 프랑스 월드컵 기념 싱글)
- 1998 - Together Now (일본의 음악가 고무로 데쓰야와 함께한 월드컵 기념 싱글)
- 2000 - Métamorphoses
- 2001 - Interior Music (뱅 앤 올룹슨의 파리 매장 오픈 기념으로 제작한 1000장 한정판)
- 2002 - Sessions 2000
- 2003 - Geometry of Love
- 2004 - AERO
- 2006 - Live From Gdańsk (2005년 폴란드 공연실황 음반, 유럽에만 CD로 발매됨)
- 2006 - Live Printemps de Bourges 2002 (2002년 프랑스 Printemps de Bourges Music Festival 공연실황. iTune Store에서 구입.)
- 2007 - Téo & Téa
- 2007 - Oxygene: New Master Recording ("Oxygene"의 새로운 녹음)
- 2015 - Jean Michel Jarre & M83 - Glory (Single)
- 2015 - Jean Michel Jarre & Gesaffelstein - CONQUISTADOR (Single)
- 2015 - Electronica 1: The Time Machine
- 2016 - Electronica 2: The Heart of Noise
- 2016 - Oxygène 3
- 2017 - Radiophonie Vol. 9 (프랑스 인포 광고 모음집)
- 2018 - Planet Jarre (컴필레이션)
- 2018 -  Équinoxe Infinity
- 2019 - Snapshots from EōN (2장의 CD, 2장의 LP, 52쪽의 책자: 200오 음반을 뜻한다.

- 1969 - La Cage
- 1970 - Freedom Day
- 1972 - Deserted Palace
- 1973 - Hypnose
- 1973 - Les Granges Brûlées (영화 <마담 로즈> 사운드 트랙)
- 1976 - Oxygène
- 1978 - Équinoxe
- 1981 - Les Chants Magnetiques (Magnetic Fields)
- 1981 - Les Concerts En Chine (중국공연 실황 / The Concerts In China)
- 1983 - The Essential 1976-1986 (컴필레이션)
- 1983 - Musique Pour Supermarché (Music for Supermarkets)
- 1984 - Zoolook
- 1986 - Rendez-Vous
- 1987 - Cities In Concert (미국 휴스턴, 프랑스 리옹 공연실황 편집 / In Concert Houston-Lyon)
- 1988 - Revolutions
- 1989 - Destination Docklands (영국 런던 Docklands 공연실황 / Jarre Live)
- 1990 - En Attendant Cousteau (Waiting for Cousteau)
- 1991 - Images (컴필레이션)
- 1993 - Chronologie
- 1995 - Hong Kong (홍콩 공연실황)
- 1995 - Jarremix (리믹스)
- 1997 - Oxygene 7-13
- 1998 - Odyssey Through O2 (리믹스)
- 1998 - Rendez-vous 98 (98 프랑스 월드컵 기념 싱글)
- 1998 - Together Now (일본의 음악가 고무로 데쓰야와 함께한 월드컵 기념 싱글)
- 2000 - Métamorphoses
- 2001 - Interior Music (뱅 앤 올룹슨의 파리 매장 오픈 기념으로 제작한 1000장 한정판)
- 2002 - Sessions 2000
- 2003 - Geometry of Love
- 2004 - AERO
- 2006 - Live From Gdańsk (2005년 폴란드 공연실황 음반, 유럽에만 CD로 발매됨)
- 2006 - Live Printemps de Bourges 2002 (2002년 프랑스 Printemps de Bourges Music Festival 공연실황. iTune Store에서 구입.)
- 2007 - Téo & Téa
- 2007 - Oxygene: New Master Recording ("Oxygene"의 새로운 녹음)
- 2015 - Jean Michel Jarre & M83 - Glory (Single)
- 2015 - Jean Michel Jarre & Gesaffelstein - CONQUISTADOR (Single)
- 2015 - Electronica 1: The Time Machine
- 2016 - Electronica 2: The Heart of Noise
- 2016 - Oxygène 3
- 2017 - Radiophonie Vol. 9 (프랑스 인포 광고 모음집)
- 2018 - Planet Jarre (컴필레이션)
- 2018 -  Équinoxe Infinity
- 2019 - Snapshots from EōN (2장의 CD, 2장의 LP, 52쪽의 책자: 2000개 한정)
- 2021 - Amazônia (사운드트랙)
- 2021 - Welcome To The Other Side (Live in Notre-Dame VR)
- 2022 - Oxymore
- 2023 - Oxymoreworks

## 영상 목록
| 연도 | 제목                                        | 비고                                              | 형태                                         |
| ---- | ------------------------------------------- | ------------------------------------------------- | -------------------------------------------- |
| 1980 | First Musical Videogram                     | 1979년 7월 14일, 파리 콩코드 광장                 | VHS SECAM & PAL                              |
| 1989 | Les Concerts en Chine                       | 1981년 10월 21, 22일 베이징 (26 ,27, 28일 상하이) | VHS SECAM & PAL                              |
| 1989 | Rendez-Vous Houston: A City in Concert      | 1986년 4월 5일 휴스턴                             | VHS SECAM & PAL                              |
| 1989 | Rendez-Vous Lyon                            | 1986년 10월 5일 리옹                              | VHS SECAM & PAL                              |
| 1989 | Destination Docklands                       | 1988년 10월 8, 9일 런던                           | VHS SECAM & PAL                              |
| 1991 | Images – The Best of Jean Michel Jarre      | 모음집 (싱글로 재믹스, 미발표 곡 포함)            | VHS PAL                                      |
| 1992 | Paris La Défense                            | 1990년 7월 14일 파리 라데펑스                     | VHS SECAM & PAL                              |
| 1994 | Europe in Concert                           | 1993년 10월 6일 바르셀로나                        | VHS SECAM & PAL & NTSC                       |
| 1995 | Concert pour la Tolérance                   | 1995년 7월 14일 파리                              | LD PAL                                       |
| 1998 | Oxygene in Moscow                           | 1997년 9월 6일 모스크바                           | DVD PAL & NTSC, VHS PAL & NTSC               |
| 1999 | Paris Live: Rendez-vous 98 Electronic Night | 고무로 데쓰야의 “TK 1998” 박스셋 일부             | VHS NTSC                                     |
| 2004 | Aero                                        | 2002년 덴마크에서 Rendez-Vous 4 실황 포함         | DVD PAL & NTSC                               |
| 2004 | Live à Pekin                                | 2004년 10월 10일 베이징 자금성, 톈안먼 광장       | DVD PAL                                      |
| 2005 | Jarre in China                              | 재발매 (CD 및 DVD 추가: 2장)                      | DVD PAL                                      |
| 2005 | Solidarność Live                            | 2005년 8월 26일 폴란드 그다니스크                 | DVD NTSC: 1장, DVD/CD: 2장                   |
| 2007 | Téo & Téa                                   | 5.1 서라운드 사운드 (CD 포함)                     | DVD NTSC                                     |
| 2007 | Oxygene in Moscow                           | 재발매 (1997년 공연에 메이킹 영상 포함)           | DVD PAL & NTSC                               |
| 2007 | Oxygene - Live in your Living Room          | 2007년 9월 19일 벨기에 린트                       | DVD PAL (2D: 특별판, 3D: 한정판 - 안경 포함) |

## 같이 보기
- 로널드 맥네어 - Randez-vous 앨범의 작곡에 참가한 미국인 우주비행사.